# Bučina (berg)
Bučina är ett berg i Tjeckien.   Det ligger i regionen Pardubice, i den centrala delen av landet, 90 km öster om huvudstaden Prag. Toppen på Bučina är 605 meter över havet.
Terrängen runt Bučina är huvudsakligen kuperad, men åt sydost är den platt.Runt Bučina är det ganska glesbefolkat, med 25 invånare per kvadratkilometer. Närmaste större samhälle är Pardubice, 20,0 km nordost om Bučina. Omgivningarna runt Bučina är en mosaik av jordbruksmark och naturlig växtlighet.